# Шуман, Уильям
Уильям Говард Шуман (иногда также Шумен, англ. William Howard Schuman) — американский композитор, дирижёр, педагог, музыковед, член Национальной академии искусств и литературы.

## Биография
Уильям Шуман родился 4 августа 1910 года в Нью-Йорке. Уже в раннем возрасте неплохо играл на скрипке и банджо. В средней школе организовал свой оркестр под названием «Билли Шуман и его оркестр Аламо». В 1928 году поступил в Нью-Йоркскую Школу Экономики. В 1930 году принял участие в концерте Артуро Тосканини в Карнеги-холле, после чего твёрдо решил заняться музыкой и поступил в консерваторию Манфреда Малкина, где учился под руководством Макса Персина. Также брал уроки у Ч. Хаубиэла (музыкально-теоретические предметы), в 1933-37 годах брал уроки композиции в Педагогическом колледже Колумбийского института, в 1935-37 годах частно учился у Роя Харриса, в 1935 году совершенствовался в дирижировании в Академии музыки и сценического искусства «Моцартеум» в Зальцбурге. Был удостоен премии Пулитцера (1943) и Стипендия Гуггенхайма (1939-41).
В 1935-45 годах Шуман преподавал композицию в музыкальном колледже С. Лоуренс в Бронксвилле. В 1945-62 годах руководил Джульярдской школой, полностью реформировал систему преподавания. Также был музыкальным консультантом, а затем директором (1944-51) издательской фирмы G. Schirmer Inc., внёс свой вклад в руководство фирмой грамзаписи «Columbia Records».
В 1962-69 годах Шуман был президентом Линкольн-центра (Линкольнский центр исполнительных искусств, Нью-Йорк), позже был её консультантом. В 1970 году стал президентом корпорации видеозаписи. В 1987 году был награждён Национальной медалью искусств. Скончался 15 февраля 1992 года в Нью-Йорке.

## Творчество
Известность Уильяму Шуману принесли «Американская праздничная увертюра» (1939), 3-я (1940) и 5-я (1943) симфонии. Творчество Шумана получило международную известность. Он достиг успеха в области симфонической музыки.
В сочинениях Шумана сказывается влияние национальных американских традиций, включая всё от пуританской музыки до джазовых сочинений. Несмотря на строгую последовательность, в сочинениях композитора удачно контрастируют динамичные и лирические эпизоды.

## Сочинения
- Опера «Мощный Кейси» (англ. Mighty Casey, Хартфорд, 1953)
- Балеты:

- «Подводное течение» (англ. Undertow, Нью-Йорк, 1945)
- «Ночное путешествие» (англ. Night Journey, Кембридж, 1948)
- «Юдифь» (Луисвилл, 1950)
- «Путешествие» (англ. Voyage, Нью-Йорк, 1953)
- «Эндорская волшебница» (англ. The Witch of Endor, Нью-Йорк, 1965)

- Кантаты:

- «Вот наше время» (англ. This is our time, 1940)
- Свободная песня (англ. The free song, 1943)

- Симфонии:

- 1-я (1935)
- 2-я (1938)
- 3-я (1941)
- 4-я (1942)
- 5-я (1943)
- 6-я (1949)
- 7-я (1960)
- 8-я (1962)
- 9-я (1969)
- 10-я (1975)

- Увертюры:

- «Американская праздничная» (англ. American festival overture, 1939)
- «Цирковая увертюра» (англ. Circus Overture, 1944)

- Пьесы:

- «Credendum» (1955)
- «Новоанглийский Триптих» (англ. New England Triptych, 1956, на тему Уильяма Биллингса)
- «О вечном» (англ. То thee old cause, 1968)
- «В честь Шана» (англ. То Shaan 1970)

- Концерты:

- Для фортепиано и малого оркестра (1943)
- Для скрипки (1947)
- «Песнь Орфея» (англ. Orpheus song, для виолончели, 1961)